# منوري
المنوري أو حُنْجُولَة (الاسم العلمي:  Oblada melanura)، من الأسماء الأخرى المتداولة له الكحلاية(كحيلة، كحلة)، هو نوع من أنواع الأسماك الذي ينتمي لعائلة أسبورية. تعتبر هذه الأسماك أصنوفة أحادية الطراز في جنس أوبلادا (بالإنجليزية: Oblada).

## الوصف
شكل جسم هذه الأسماك شبيه بالفتيل ولونه فضي-زرقاوي، مع بقعة سوداء موجودة بالقرب من الذيل. الطول الأقصى الموثق لطول هذا النوع من الأسماك هو 34 سنتيمتر (13 بوصة)، والوزن الأقصى الموثق هو 0.93 كيلوغرام (2.1 رطل). عادة ما يبلغ طول هذه الأسماك لحوالي 20 سنتيمتر (7.9 بوصة). الفم صغير الحجم نسبيًا، مع تواجد الفك السفلي أمام الفك العلوي قليلاً.
تعتبر هذه الأسماك اجتماعية، وفترة السرء لها يكون في شهر يونيو وشهر يوليو. آسماك المنوري هي أسماك من النوع القارت، لكنها تتغذى بشكل رئيسي على اللافقاريات الصغيرة.

## توزيعها وموائلها
تتواجد هذه الأسماك فوق النجيل البحري (الأعشاب البحرية) والقيعان الصخرية الموجودة في البحر الأبيض المتوسط، وخليج غاسكونيا، وماديرا، والرأس الأخضر، وجزر الكناري، ومضيق جبل طارق إلى أنغولا.
يمكن أن تتواجد هذه الأسماك في العمق الذي يتراوح ما بين 0 و30 سم، ولكن العمق الأكثر شيوعًا هو ما بين 5 و20 سم. غالبًا ما يمكن العثور عليها بالقرب من السطح، وليس بعيدًا عن الشاطئ أو الساحل.

## الصيد
تعتبر هذه الأسماك من الأسماك المهمة التي يتغذى عليها البشر، ويتم بيعها وهي طازجة في أغلب الأوقات، في أسواق الأسماك المحلية. تصطاد بواسطة مصائد وأفخاخ الأسماك وأشباك الصيد من الأنواع المختلفة طول فترة العام. الطعم في المصائد والأفخاخ يكون مختلف عن الأسماك الطازجة و/أو الأسماك المملحة.
يمكن اصطياد أسماك المنوري بواسطة الصنارة والخطاف في فترات الليل والنهار، ولكن يكون أفضل بكثير اصطياده أثناء فترات الليل. يمكن استعمال عدة أنواع من الطعم لاصطيادها، مثل، الخبز والجبن والمعجون وقطع السمك وبلح البحر، ولكن يمكن اصطياد عدد أكبر عن طريق استخدام الطعم الحي مثل الروبيان الحي.
عند التشخيط بالقرب من الساحل أو الشاطئ، يتم صيدها عادة بواسطة طعم اصطناعي الذي يحاكي (أي يقلد شكل وحركة) أسماك حساس البحر الأبيض المتوسط الرملي الصغيرة، والعديد من أسماك البوري أو الروبيان.

## أطباق
لحم هذه الأسماك طري ولين. غالبًا ما يتم قلي الأسماك صغيرة الحجم منه أو تُستخدم في حساء السمك، بينما يمكن شواء الأسماك، التي تكون أكبر حجما من هذا النوع، على الفحم أو شويها بطريقة أخرى سواء بالفرن أو غير ذلك (جريل)، وإعدادها كجزء من يخنة الأسماك المختلطة. يعتبر تقديمه مع زيت الزيتون والثوم والبقدونس وبعض عصير الليمون لذيذ جدًا.

## روابط خارجية
- سرج الدنيس في SeaFishingHowTo.com.
- Oblada melanura في موسوعة الحياة.
- Photos of